# Не веруј жени која пуши гитанес без филтера
Не веруј жени која пуши гитанес без филтера је југословенски и српски кратки филм снимљен 1995. године, по сценарију Срђана Радојковића.

## Улоге
| Глумац               | Улога            |
| -------------------- | ---------------- |
| Радоје Чупић         |                  |
| Ненад Гвозденовић    |                  |
| Бојан Ивић           |                  |
| Душан Јакишић        |                  |
| Милутин Јевђенијевић |                  |
| Томо Курузовић       | деда             |
| Дејан Луткић         |                  |
| Андреја Маричић      |                  |
| Предраг Милетић      | господин Милован |
| Драгомир Пешић       |                  |
| Чедомир Петровић     | лекар            |
| Михајло Плескоњић    | силеџија         |
| Горица Поповић       |                  |
| Саво Радовић         |                  |
| Предраг Смиљковић    |                  |
| Љуба Тадић           |                  |
| Љубивоје Тадић       |                  |
| Ратко Танкосић       |                  |
| Танасије Узуновић    |                  |
| Ксенија Зеленовић    |                  |